# Federación Metropolitana de Balonmano
Femebal es una asociación sin fines de lucro de entidades que fomenta y regula el juego de handball o balonmano dentro del área metropolitana de Buenos Aires y alrededores tanto a nivel federado como escolar.
Además de torneos promocionales y escolares, FeMeBal organiza dos campeonatos por temporada (Apertura y Clausura) para las tiras femeninas y masculinas de categorías Adulto, Júnior, Juvenil, Cadete, Menor, Infantil y Mini.
Además, desde 2005, al cierre de la temporada se juega un torneo llamado "Súper 4" (aunque cuenta con un total de 7 equipos) con los mejores equipos de los torneos Apertura y Clausura para ambas ramas (masculina y femenina) de las categorías Adulto, Juvenil y Cadete. El sistema del Super 4 es por eliminación directa o playoffs.
Los mejores equipos de FeMeBal (de todas sus categorías) clasifican a los torneos nacionales, organizados por la Confederación Argentina de Handball.

## Clubes afiliados
| Club                                           | Localidad                | Provincia                                                                    |
| ---------------------------------------------- | ------------------------ | ---------------------------------------------------------------------------- |
| Asociación Alemana de Quilmes                  | Quilmes                  | Provincia de Buenos Aires                                                    |
| All Boys                                       | Monte Castro             | Ciudad de Buenos Aires                                                       |
| Ateneo Don Bosco                               | Bernal                   | Provincia de Buenos Aires                                                    |
| Afalp                                          | Ciudad Jardín El Palomar | Provincia de Buenos Aires                                                    |
| Argentinos Juniors                             | La Paternal              | Ciudad de Buenos Aires                                                       |
| Asociación Escolar Goethe                      | Boulogne                 | Provincia de Buenos Aires                                                    |
| Atlanta                                        | Villa Crespo             | Ciudad de Buenos Aires                                                       |
| Club Atlético Almirante Brown                  | Adrogué                  | Provincia de Buenos Aires                                                    |
| Aux. Merlo/ Vínculo Ganadero                   | Ituzaingó                | Provincia de Buenos Aires                                                    |
| Banfield                                       | Banfield                 | Provincia de Buenos Aires                                                    |
| Bartolomé Mitre                                | San Martín               | Provincia de Buenos Aires                                                    |
| Bomberos La Matanza                            | Ramos Mejía              | Provincia de Buenos Aires                                                    |
| Campana Boat                                   | Campana                  | Provincia de Buenos Aires                                                    |
| Cedem Caseros                                  | Caseros                  | Provincia de Buenos Aires                                                    |
| Centro Asturiano                               | Vicente López            | Provincia de Buenos Aires                                                    |
| Chacarita Juniors                              | Chacarita                | Ciudad Autónoma de Buenos Aires                                              |
| Cid. de Moreno                                 | Moreno                   | Provincia de Buenos Aires                                                    |
| CI.DE.CO.                                      | Gerli                    | Provincia de Buenos Aires                                                    |
| Círculo Devoto                                 | Villa Devoto             | Ciudad de Buenos Aires                                                       |
| Colegio Guadalupe                              | Palermo                  | Ciudad de Buenos Aires                                                       |
| Colegio del Parque                             | Ramos Mejía              | Provincia de Buenos Aires                                                    |
| Comunicaciones                                 | Agronomía                | Ciudad de Buenos Aires                                                       |
| Colegio Ward                                   | Villa Sarmiento          | Provincia de Buenos Aires                                                    |
| Defensa y Justicia                             | Florencio Varela         | Provincia de Buenos Aires                                                    |
| Defensores de Glew                             | Glew                     | Provincia de Buenos Aires                                                    |
| Defensores de Moreno                           | Moreno                   | Provincia de Buenos Aires                                                    |
| Deportivo Laferrere                            | Gregorio de Laferrere    | Provincia de Buenos Aires                                                    |
| Club Cultural Guernica                         | Guernica                 | Provincia de Buenos Aires                                                    |
| El Portugués                                   | Isidro Casanova          | Provincia de Buenos Aires                                                    |
| Esc. M. Dorrego                                | Ramos Mejía              | Provincia de Buenos Aires                                                    |
| Escuela Mariano Moreno                         | Don Bosco-Quilmes        | Provincia de Buenos Aires                                                    |
| Escuela Nro. 2 de Haedo                        | Haedo                    | Provincia de Buenos Aires                                                    |
| Estrella de Boedo                              | Boedo                    | Ciudad de Buenos Aires                                                       |
| Estudiantes (LP)                               | La Plata                 | Provincia de Buenos Aires                                                    |
| Ferro Carril Oeste                             | Caballito                | Ciudad de Buenos Aires                                                       |
| General Lamadrid                               | Villa Devoto             | Ciudad de Buenos Aires                                                       |
| Handball La Patriada                           | Florencio Varela         | Provincia de Buenos Aires                                                    |
| Huracán                                        | Parque Patricios         | Ciudad de Buenos Aires                                                       |
| Instituto Dickens                              | Parque Chacabuco         | Ciudad de Buenos Aires                                                       |
| Indep. Munic. de Lomas                         | Lomas de Zamora          | Provincia de Buenos Aires                                                    |
| Instituto José Hernández                       | Villa Ballester          | Provincia de Buenos Aires                                                    |
| Instituto Grilli                               | Monte Grande             | Provincia de Buenos Aires                                                    |
| Instituto J.L. Larre                           | González Catán           | Provincia de Buenos Aires                                                    |
| Juana Manso (V.H.C)                            | San Miguel               | Provincia de Buenos Aires                                                    |
| Junta Vecinal J.C. Varela                      | Avellaneda-Dock Sud      | Provincia de Buenos Aires                                                    |
| Club Deportivo y Social Juventud Unida         | San Miguel               | Provincia de Buenos Aires                                                    |
| Lanús                                          | Lanús                    | Provincia de Buenos Aires                                                    |
| Lugano Tennis                                  | Villa Lugano             | Ciudad de Buenos Aires                                                       |
| Mariano Moreno Wilde                           | Wilde                    | Provincia de Buenos Aires                                                    |
| Municipalidad de Almirante Brown               | Burzaco                  | Provincia de Buenos Aires Municipalidad de Berisso Provincia de Buenos Aires |
| Municipalidad de Escobar                       | Belén de Escobar         | Provincia de Buenos Aires                                                    |
| Municipalidad de Hurlingham                    | Hurlingham               | Provincia de Buenos Aires                                                    |
| Municipalidad de San Miguel                    | San Miguel               | Provincia de Buenos Aires                                                    |
| Municipalidad de Pilar                         | Pilar                    | Provincia de Buenos Aires                                                    |
| Municipalidad de Quilmes                       | Quilmes                  | Provincia de Buenos Aires                                                    |
| Municipalidad de Vicente López                 | Vicente López            | Provincia de Buenos Aires                                                    |
| Club Social y Deportivo Muñiz                  | San Miguel               | Provincia de Buenos Aires                                                    |
| Náutico Arsenal Zárate                         | Zárate                   | Provincia de Buenos Aires                                                    |
| Nuestra Señora del Luján                       | San Martín               | Provincia de Buenos Aires                                                    |
| Paso del Rey Social Club                       | Paso del Rey             | Provincia de Buenos Aires                                                    |
| Platense                                       | Vicente López            | Provincia de Buenos Aires                                                    |
| Racing Club                                    | Avellaneda               | Provincia de Buenos Aires                                                    |
| River Plate                                    | Belgrano                 | Ciudad de Buenos Aires                                                       |
| Rosario Peñaloza                               | Florencio Varela         | Provincia de Buenos Aires                                                    |
| San Lorenzo de Almagro                         | Boedo                    | Ciudad de Buenos Aires                                                       |
| San Telmo                                      | Isla Maciel              | Provincia de Buenos Aires                                                    |
| Sagrado Corazón                                | Florencio Varela         | Provincia de Buenos Aires                                                    |
| S.A.G. Lomas de Zamora                         | Lomas de Zamora          | Provincia de Buenos Aires                                                    |
| Sociedad Alemana de Gimnasia de Los Polvorines | Los Polvorines           | Provincia de Buenos Aires                                                    |
| SAG Ballester                                  | Villa Ballester          | Provincia de Buenos Aires                                                    |
| S.E.C.L.A.                                     | Lanús Oeste              | Provincia de Buenos Aires                                                    |
| SEDALO                                         | Lanús Oeste              | Provincia de Buenos Aires                                                    |
| Sociedad de Fomento Don Bosco                  | Ramos Mejía              | Provincia de Buenos Aires                                                    |
| Sociedad de Fomento Villa Rita                 | Villa Rita               | Provincia de Buenos Aires                                                    |
| Social y Dep. Catan                            | Gonzalez Catán           | Provincia de Buenos Aires                                                    |
| Temperley                                      | Temperley                | Provincia de Buenos Aires                                                    |
| UAI Urquiza                                    | Ituzaingó                | Provincia de Buenos Aires                                                    |
| Universidad de Buenos Aires                    | Ciudad Universitaria     | Ciudad de Buenos Aires                                                       |
| Universidad Nacional de Luján                  | Luján                    | Provincia de Buenos Aires                                                    |
| Vélez Sarsfield                                | Liniers                  | Ciudad de Buenos Aires                                                       |
| Villa Calzada                                  | Rafael Calzada           | Provincia de Buenos Aires                                                    |
| Villa Modelo                                   | Gerli                    | Provincia de Buenos Aires                                                    |
| Yupanqui                                       | Villa Lugano             | Ciudad de Buenos Aires                                                       |

## Torneos locales organizados

### Torneos metropolitanos Liga de Honor Damas (LHD)
Resultados:
| Año           | Campeón                 |
| ------------- | ----------------------- |
| 1975          | Centro Ed. Física Nro 1 |
| 1976          | Centro Ed. Física Nro 1 |
| 1977          | Sag. Polvorines         |
| 1978          | Inef Romero Brest       |
| 1979          | Inef Romero Brest       |
| 1980          | Inef Romero Brest       |
| 1981          | Inef Romero Brest       |
| 1982          | Inef Romero Brest       |
| 1983          | AFALP                   |
| 1984          | River Plate             |
| 1985          | River Plate             |
| 1986          | River Plate             |
| 1987          | Ferro Carril Oeste      |
| 1988          | Ferro Carril Oeste      |
| 1989          | River Plate             |
| 1990          | River Plate             |
| 1991          | River Plate             |
| 1992          | Ferro Carril Oeste      |
| 1993          | Ferro Carril Oeste      |
| 1994          | Inef M.Belgrano         |
| 1995          | Inef M.Belgrano         |
| 1996          | Inef M.Belgrano         |
| 1997          | Inef M.Belgrano         |
| 1998          | N. Sra. de Luján        |
| 1999          | N. Sra. de Luján        |
| 2000          | N. Sra. de Luján        |
| 2001          | Estudiantes de La Plata |
| Apertura 2002 | Estudiantes de La Plata |
| Clausura 2002 | Ferro Carril Oeste      |

| Año           | Campeón                 | Subcampeón              | Tercer puesto           |
| ------------- | ----------------------- | ----------------------- | ----------------------- |
| 2003          | SEDALO                  | Estudiantes de La Plata | Sag. Villa Ballester    |
| 2004          | SEDALO                  | N. Sra. de Luján        | CI.DE.CO                |
| Apertura 2005 | SEDALO                  | CI.DE.CO                | Estudiantes de La Plata |
| Clausura 2005 | Estudiantes de La Plata | CI.DE.CO                | SEDALO                  |
| Apertura 2006 | SEDALO                  | CI.DE.CO                | Ferro Carril Oeste      |
| Clausura 2006 | CI.DE.CO                | SEDALO                  | Ferro Carril Oeste      |
| Apertura 2007 | CI.DE.CO                | Estudiantes de La Plata | SEDALO                  |
| Clausura 2007 | CI.DE.CO                | Estudiantes de La Plata | SEDALO                  |
| Apertura 2008 | SEDALO                  | CI.DE.CO                | N. Sra. de Luján        |
| Clausura 2008 | SEDALO                  | N. Sra. de Luján        | CI.DE.CO                |
| Apertura 2009 | SEDALO                  | N. Sra. de Luján        | Estudiantes de La Plata |
| Clausura 2009 | N. Sra. de Luján        | Estudiantes de La Plata | SEDALO                  |
| Apertura 2010 | CI.DE.CO                | N. Sra. de Luján        | Estudiantes de La Plata |
| Clausura 2010 | N. Sra. de Luján        | CI.DE.CO                | Estudiantes de La Plata |
| Apertura 2011 | SEDALO                  | CI.DE.CO                | Estudiantes de La Plata |
| Clausura 2011 | SEDALO                  | N. Sra. de Luján        | CI.DE.CO                |
| Apertura 2012 | SEDALO                  | Estudiantes de La Plata | N. Sra. de Luján        |
| Clausura 2012 | SEDALO                  | Estudiantes de La Plata | CI.DE.CO                |
| Apertura 2013 | Ferro Carril Oeste      | CI.DE.CO                | Estudiantes de La Plata |
| Clausura 2013 | CI.DE.CO                | Ferro Carril Oeste      | N. Sra. de Luján        |
| Apertura 2014 | Ferro Carril Oeste      | N. Sra. de Luján        | Estudiantes de La Plata |
| Clausura 2014 | CI.DE.CO                | N. Sra. de Luján        | Ferro Carril Oeste      |
| Apertura 2015 | Ferro Carril Oeste      | CI.DE.CO                | Munic. de Vicente López |
| Clausura 2015 | Ferro Carril Oeste      | N. Sra. de Luján        | Munic.de Vicente López  |
| Apertura 2016 | Ferro Carril Oeste      | Munic.de Vicente López  | N. Sra. de Luján        |
| Clausura 2016 | CI.DE.CO                | Munic. de Vicente López | Ferro Carril Oeste      |
| Apertura 2017 | CI.DE.CO                | Ferro Carril Oeste      | Manuel Dorrego          |
| Clausura 2017 | CI.DE.CO                | Manuel Dorrego          | Ferro Carril Oeste      |
| Apertura 2018 | Manuel Dorrego          | CI.DE.CO                | Ferro Carril Oeste      |
| Clausura 2018 | Manuel Dorrego          | Ferro Carril Oeste      | Cid M. Moreno           |
| Apertura 2019 | Cid M. Moreno           | Ferro Carril Oeste      | Manuel Dorrego          |
| Clausura 2019 | Ferro Carril Oeste      | Cid M. Moreno           | N. Sra. de Luján        |

Campeonatos por equipo:
| Pr                                      | Equipo                  | 1° Puesto | 2° Puesto | 3° Puesto |
| --------------------------------------- | ----------------------- | --------- | --------- | --------- |
| Bandera de la Ciudad de Buenos Aires    | Ferro Carril Oeste      | 11        | 4         | 6         |
| Bandera de la Provincia de Buenos Aires | SEDALO                  | 11        | 1         | 4         |
| Bandera de la Provincia de Buenos Aires | CI.DE.CO                | 9         | 9         | 4         |
| Bandera de la Ciudad de Buenos Aires    | River Plate             | 8         | 0         | 0         |
| Bandera de la Provincia de Buenos Aires | N. Sra. de Luján        | 5         | 8         | 5         |
| Bandera de la Ciudad de Buenos Aires    | Inef. Romero Brest      | 5         | 0         | 0         |
| Bandera de la Provincia de Buenos Aires | Inef. M. Belgrano       | 4         | 0         | 0         |
| Bandera de la Provincia de Buenos Aires | Estudiantes de La Plata | 3         | 6         | 7         |
| Bandera de la Provincia de Buenos Aires | Manuel Dorrego          | 2         | 1         | 2         |
| Bandera de la Ciudad de Buenos Aires    | Centro Ed. Física Nro 1 | 2         | 0         | 0         |
| Bandera de la Provincia de Buenos Aires | Cid M. Moreno           | 1         | 1         | 1         |
| Bandera de la Provincia de Buenos Aires | Afalp                   | 1         | 0         | 0         |
| Bandera de la Provincia de Buenos Aires | Sag Polvorines          | 1         | 0         | 0         |
| Bandera de la Provincia de Buenos Aires | Munic.de Vicente López  | 0         | 2         | 2         |
| Bandera de la Provincia de Buenos Aires | Sag. Villa Ballester    | 0         | 0         | 1         |

### Torneos metropolitanos Liga de Honor Caballeros (LHC)
Resultados:
| Año  | Campeón                 |
| ---- | ----------------------- |
| 1975 | SEDALO                  |
| 1976 | River Plate             |
| 1977 | SAG Ballester           |
| 1978 | River Plate             |
| 1979 | Estudiantes de La Plata |
| 1980 | Sag Polvorines          |
| 1981 | Afalp                   |
| 1982 | SAG Ballester           |
| 1983 | River Plate             |
| 1984 | Ferro Carril Oeste      |
| 1985 | Ferro Carril Oeste      |
| 1986 | Ferro Carril Oeste      |
| 1987 | SAG Ballester           |
| 1988 | River Plate             |
| 1989 | Ferro Carril Oeste      |
| 1990 | SEDALO                  |
| 1991 | SEDALO                  |
| 1992 | Inef M.Belgrano         |
| 1993 | Inef M.Belgrano         |
| 1994 | N. Sra. de Luján        |
| 1995 | Ferro de Merlo          |
| 1996 | N. Sra. de Luján        |
| 1997 | N. Sra. de Luján        |
| 1998 | N. Sra. de Luján        |
| 1999 | N. Sra. de Luján        |
| 2000 | N. Sra. de Luján        |
| 2001 | N. Sra. de Luján        |
| 2002 | SAG Ballester           |

| Año           | Campeón            | Subcampeón         | Tercer puesto   |
| ------------- | ------------------ | ------------------ | --------------- |
| 2003          | River Plate        | A.A.Quilmes        | Sag. Lomas      |
| 2004          | River Plate        | Ward               | Sag. Lomas      |
| Apertura 2005 | Ward               | River Plate        | A.A. Quilmes    |
| Clausura 2005 | River Plate        | Ward               | Sag. Lomas      |
| Apertura 2006 | River Plate        | Ward               | A.A. Quilmes    |
| Clausura 2006 | River Plate        | Sag. Lomas         | A.A. Quilmes    |
| Apertura 2007 | River Plate        | Argentinos Juniors | Sag. Polvorines |
| Clausura 2007 | River Plate        | Sag. Polvorines    | A.A. Quilmes    |
| Apertura 2008 | Sag. Lomas         | Ferro Carril Oeste | River Plate     |
| Clausura 2008 | River Plate        | Sag. Polvorines    | Sag. Lomas      |
| Apertura 2009 | River Plate        | SEDALO             | SAG Ballester   |
| Clausura 2009 | River Plate        | Ferro Carril Oeste | A.A. Quilmes    |
| Apertura 2010 | A.A. Quilmes       | Sag. Polvorines    | River Plate     |
| Clausura 2010 | A.A. Quilmes       | Ward               | River Plate     |
| Apertura 2011 | Ward               | Ferro Carril Oeste | A.A. Quilmes    |
| Clausura 2011 | Ward               | SAG Ballester      | River Plate     |
| Apertura 2012 | River Plate        | Ward               | SEDALO          |
| Clausura 2012 | A.A. Quilmes       | SEDALO             | Sag. Polvorines |
| Apertura 2013 | Ward               | SEDALO             | SAG Ballester   |
| Clausura 2013 | SAG Ballester      | River Plate        | Ward            |
| Apertura 2014 | SAG Ballester      | River Plate        | A.A. Quilmes    |
| Clausura 2014 | SAG Ballester      | Sag. Polvorines    | Ward            |
| Apertura 2015 | Un.Lu.             | SAG Ballester      | Ward            |
| Clausura 2015 | Ward               | Ferro Carril Oeste | River Plate     |
| Apertura 2016 | SAG Ballester      | Un.Lu.             | River Plate     |
| Clausura 2016 | Un.Lu.             | Ferro Carril Oeste | SAG Ballester   |
| Apertura 2017 | Un.Lu.             | Ward               | SAG Ballester   |
| Clausura 2017 | Un.Lu.             | Manuel Dorrego     | SAG Ballester   |
| Apertura 2018 | Ferro Carril Oeste | Un.Lu.             | SAG Ballester   |
| Clausura 2018 | Manuel Dorrego     | Un.Lu.             | Ward            |
| Apertura 2019 | Un.Lu.             | SAG Ballester      | Manuel Dorrego  |
| Clausura 2019 | SAG Ballester      | SEDALO             | Un.Lu.          |

Campeonatos por equipo:
| Pr                                      | Equipo                  | 1° Puesto | 2° Puesto | 3° Puesto |
| --------------------------------------- | ----------------------- | --------- | --------- | --------- |
| Bandera de la Ciudad de Buenos Aires    | River Plate             | 15        | 3         | 6         |
| Bandera de la Provincia de Buenos Aires | SAG Ballester           | 9         | 3         | 6         |
| Bandera de la Provincia de Buenos Aires | N. Sra. de Luján        | 7         | 0         | 0         |
| Bandera de la Provincia de Buenos Aires | Ward                    | 5         | 6         | 4         |
| Bandera de la Ciudad de Buenos Aires    | Ferro Carril Oeste      | 5         | 5         | 0         |
| Bandera de la Provincia de Buenos Aires | Un.Lu.                  | 5         | 3         | 1         |
| Bandera de la Provincia de Buenos Aires | SEDALO                  | 3         | 4         | 1         |
| Bandera de la Provincia de Buenos Aires | A.A. Quilmes            | 3         | 1         | 7         |
| Bandera de la Provincia de Buenos Aires | Inef. M Belgrano        | 2         | 0         | 0         |
| Bandera de la Provincia de Buenos Aires | Sag. Polvorines         | 1         | 4         | 2         |
| Bandera de la Provincia de Buenos Aires | Sag. Lomas              | 1         | 1         | 4         |
| Bandera de la Provincia de Buenos Aires | Manuel Dorrego          | 1         | 1         | 1         |
| Bandera de la Provincia de Buenos Aires | Estudiantes de la Plata | 1         | 0         | 0         |
| Bandera de la Provincia de Buenos Aires | Ferro de merlo          | 1         | 0         | 0         |
| Bandera de la Ciudad de Buenos Aires    | Argentinos Juniors      | 0         | 1         | 0         |

### Súper 4 Femenino Adulto (LHD)
Resultados:
| Año  | Campeón                 | Subcampeón              | Tercer puesto           |
| ---- | ----------------------- | ----------------------- | ----------------------- |
| 2005 | CI.DE.CO                | SEDALO                  | Estudiantes de La Plata |
| 2006 | CI.DE.CO                | SEDALO                  | Estudiantes de La Plata |
| 2007 | CI.DE.CO                | SEDALO                  | Manuel Dorrego          |
| 2008 | SEDALO                  | N. Sra. de Luján        | CI.DE.CO                |
| 2009 | SEDALO                  | N. Sra. de Luján        | Estudiantes de La Plata |
| 2010 | N. Sra. de Luján        | SEDALO                  | CI.DE.CO                |
| 2011 | Estudiantes de La Plata | N. Sra. de Luján        | SEDALO                  |
| 2012 | SEDALO                  | CI.DE.CO                | Estudiantes de La Plata |
| 2013 | CI.DE.CO                | Ferro Carril Oeste      | Manuel Dorrego          |
| 2014 | N. Sra. de Luján        | Ferro Carril Oeste      | Estudiantes de La Plata |
| 2015 | Ferro Carril Oeste      | Estudiantes de La Plata | N. Sra. de Luján        |
| 2016 | Ferro Carril Oeste      | CI.DE.CO                | C.A. Lanús              |
| 2017 | Ferro Carril Oeste      | CI.DE.CO                | Bme. Mitre              |
| 2018 | Cid M. Moreno           | CI.DE.CO                | Manuel Dorrego          |
| 2019 | Cid M. Moreno           | C.A. Lanús              | River Plate             |

Campeonatos por equipo:
| Pr                                      | Equipo                  | 1° Puesto | 2° Puesto | 3° Puesto |
| --------------------------------------- | ----------------------- | --------- | --------- | --------- |
| Bandera de la Provincia de Buenos Aires | CI.DE.CO                | 4         | 4         | 2         |
| Bandera de la Provincia de Buenos Aires | SEDALO                  | 3         | 4         | 1         |
| Bandera de la Ciudad de Buenos Aires    | Ferro Carril Oeste      | 3         | 2         | 0         |
| Bandera de la Provincia de Buenos Aires | N. Sra. de Luján        | 2         | 3         | 1         |
| Bandera de la Provincia de Buenos Aires | Cid M. Moreno           | 2         | 0         | 0         |
| Bandera de la Provincia de Buenos Aires | Estudiantes de La Plata | 1         | 1         | 5         |
| Bandera de la Provincia de Buenos Aires | C.A. Lanús              | 0         | 1         | 1         |
| Bandera de la Provincia de Buenos Aires | Manuel Dorrego          | 0         | 0         | 3         |
| Bandera de la Provincia de Buenos Aires | Bme. Mitre              | 0         | 0         | 1         |
| Bandera de la Ciudad de Buenos Aires    | River Plate             | 0         | 0         | 1         |

### Súper 4 Masculino Adulto (LHC)
Resultados:
| Año  | Campeón            | Subcampeón         | Tercer puesto   |
| ---- | ------------------ | ------------------ | --------------- |
| 2005 | River Plate        | Ward               | Sag. Lomas      |
| 2006 | Ward               | River Plate        | A.A.Quilmes     |
| 2007 | River Plate        | A.A.Quilmes        | Sag. Polvorines |
| 2008 | River Plate        | A.A.Quilmes        | Sag. Lomas      |
| 2009 | Ferro Carril Oeste | SAG Ballester      | A.A.Quilmes     |
| 2010 | SAG Ballester      | SEDALO             | Bmé. Mitre      |
| 2011 | River Plate        | Ward               | SEDALO          |
| 2012 | SAG Ballester      | River Plate        | A.A.Quilmes     |
| 2013 | Ward               | SAG Ballester      | A.A.Quilmes     |
| 2014 | River Plate        | Ward               | SAG Ballester   |
| 2015 | Ward               | Ferro Carril Oeste | Un.lu.          |
| 2016 | Un.lu.             | Ferro Carril Oeste | SAG Ballester   |
| 2017 | SAG Ballester      | Un.lu.             | Manuel Dorrego  |
| 2018 | Un.Lu              | SAG Ballester      | SEDALO          |
| 2019 | SAG Ballester      | Un.Lu              | Manuel Dorrego  |

Campeonatos por equipo:
| Pr                                      | Equipo             | 1° Puesto | 2° Puesto | 3° Puesto |
| --------------------------------------- | ------------------ | --------- | --------- | --------- |
| Bandera de la Ciudad de Buenos Aires    | River Plate        | 5         | 2         | 0         |
| Bandera de la Provincia de Buenos Aires | SAG Ballester      | 4         | 3         | 2         |
| Bandera de la Provincia de Buenos Aires | Ward               | 3         | 3         | 0         |
| Bandera de la Provincia de Buenos Aires | Un.Lu              | 2         | 2         | 1         |
| Bandera de la Ciudad de Buenos Aires    | Ferro Carril Oeste | 1         | 2         | 0         |
| Bandera de la Provincia de Buenos Aires | A.A.Quilmes        | 0         | 2         | 4         |
| Bandera de la Provincia de Buenos Aires | SEDALO             | 0         | 1         | 2         |
| Bandera de la Provincia de Buenos Aires | Sag. Lomas         | 0         | 0         | 2         |
| Bandera de la Provincia de Buenos Aires | Manuel Dorrego     | 0         | 0         | 2         |
| Bandera de la Provincia de Buenos Aires | Bmé Mitre          | 0         | 0         | 1         |
| Bandera de la Provincia de Buenos Aires | Sag. Polvorines    | 0         | 0         | 1         |

### Copa FEMEBAL
La Copa FEMEBAL se llevó a cabo en 2015, para conmemorar los 40 años desde que se creó la Federación. En este torneo participan todas los equipos de las categorías, desde la Liga de Honor hasta la cuarta en damas y en caballeros de la Liga de Honor hasta la quinta.

#### Copa FEMEBAL Damas
Resultados:
| Año  | Campeón            | Subcampeón       | Tercer puesto | Cuarto puesto |
| ---- | ------------------ | ---------------- | ------------- | ------------- |
| 2015 | Ferro Carril Oeste | N. Sra. de Luján | SEDALO        | CI.DE.CO      |

#### Copa FEMEBAL Caballeros
Resultados:
| Año  | Campeón       | Subcampeón      | Tercer puesto | Cuarto puesto |
| ---- | ------------- | --------------- | ------------- | ------------- |
| 2015 | SAG Ballester | Sag. Polvorines | Ward          | A.A.Quilmes   |

## Sumatoria de logros
| Pr                                      | Equipo                  | 1° Puesto | 2° Puesto | 3° Puesto |
| --------------------------------------- | ----------------------- | --------- | --------- | --------- |
| Bandera de la Ciudad de Buenos Aires    | River Plate             | 26        | 5         | 7         |
| Bandera de la Ciudad de Buenos Aires    | Ferro Carril Oeste      | 21        | 13        | 6         |
| Bandera de la Provincia de Buenos Aires | SEDALO                  | 17        | 10        | 9         |
| Bandera de la Provincia de Buenos Aires | N. Sra. de Luján        | 14        | 12        | 6         |
| Bandera de la Provincia de Buenos Aires | CI.DE.CO                | 13        | 13        | 6         |
| Bandera de la Provincia de Buenos Aires | SAG Ballester           | 13        | 6         | 9         |
| Bandera de la Provincia de Buenos Aires | Ward                    | 8         | 9         | 5         |
| Bandera de la Provincia de Buenos Aires | Un.Lu                   | 7         | 5         | 2         |
| Bandera de la Provincia de Buenos Aires | Inef. M. Belgrano       | 6         | 0         | 0         |
| Bandera de la Provincia de Buenos Aires | Estudiantes de la Plata | 5         | 7         | 12        |
| Bandera de la Ciudad de Buenos Aires    | Inef. Romero Brest      | 5         | 0         | 0         |
| Bandera de la Provincia de Buenos Aires | A.A.Quilmes             | 3         | 3         | 11        |
| Bandera de la Provincia de Buenos Aires | Manuel Dorrego          | 3         | 2         | 8         |
| Bandera de la Provincia de Buenos Aires | Cid M. Moreno           | 3         | 1         | 1         |
| Bandera de la Provincia de Buenos Aires | Sag. Polvorines         | 2         | 5         | 3         |
| Bandera de la Provincia de Buenos Aires | Afalp                   | 2         | 0         | 0         |
| Bandera de la Ciudad de Buenos Aires    | Centro Ed. Física Nro 1 | 2         | 0         | 0         |
| Bandera de la Provincia de Buenos Aires | Sag. Lomas              | 1         | 1         | 6         |
| Bandera de la Provincia de Buenos Aires | Ferro de Merlo          | 1         | 0         | 0         |
| Bandera de la Provincia de Buenos Aires | Munic.de Vicente López  | 0         | 2         | 2         |
| Bandera de la Provincia de Buenos Aires | C.A. Lanús              | 0         | 1         | 1         |
| Bandera de la Ciudad de Buenos Aires    | Argentinos Juniors      | 0         | 1         | 0         |
| Bandera de la Provincia de Buenos Aires | Bmé Mitre               | 0         | 0         | 2         |

## Participación en Torneos Nacionales

### Torneos nacionales
Los mejores equipos de FeMeBal (su designación varía con los años) participan de los torneos nacionales más importantes, siendo FeMeBal la afiliación más exitosa de la Confederación Argentina de Handball (CAH).

### Campeonatos Argentinos de Selecciones
Masculinos:
```
 AÑO	SEDE	           CAMPEÓN
1970	I Montecarlo	   Capital Federal
1971	II Necochea	   Capital Federal
1972	III Los Polvorines Capital Federal
1974	IV Maipú	   Capital Federal
1982	VIII Viedma	   FeMeBal
1983	IX Córdoba	   FeMeBal 
1985	X Maipú	           FeMeBal
1991	XII Cipolletti	   FeMeBal
2001	XIV Córdoba	   FeMeBal
2003	XV Neuquén	   FeMeBal
2005	XVI Mendoza	   FeMeBal
2007	XVII Trelew	   FeMeBal
2009	XVIII Rawson	   FeMeBal 
2010
2011   Chapadmalal        FeMeBal
2012
```

Femeninos:
```
AÑO	SEDE	                CAMPEÓN
1973	I Los Polvorines	Capital Federal
1974	II Azul	                Capital Federal
1982	IV Necochea	        FeMeBal
1986	V Alta Gracia	        FeMeBal
2001	VII Córdoba	        FeMeBal
2003	VIII Neuquén	        FeMeBal
2005	IX Mendoza	        FeMeBal
2007	X Trelew	        FeMeBal
2009	XI Rawson	        FeMeBal
2010
2011   Chapadmalal             FeMeBal
2012
```